# Katharinenkirche (Kreinitz)

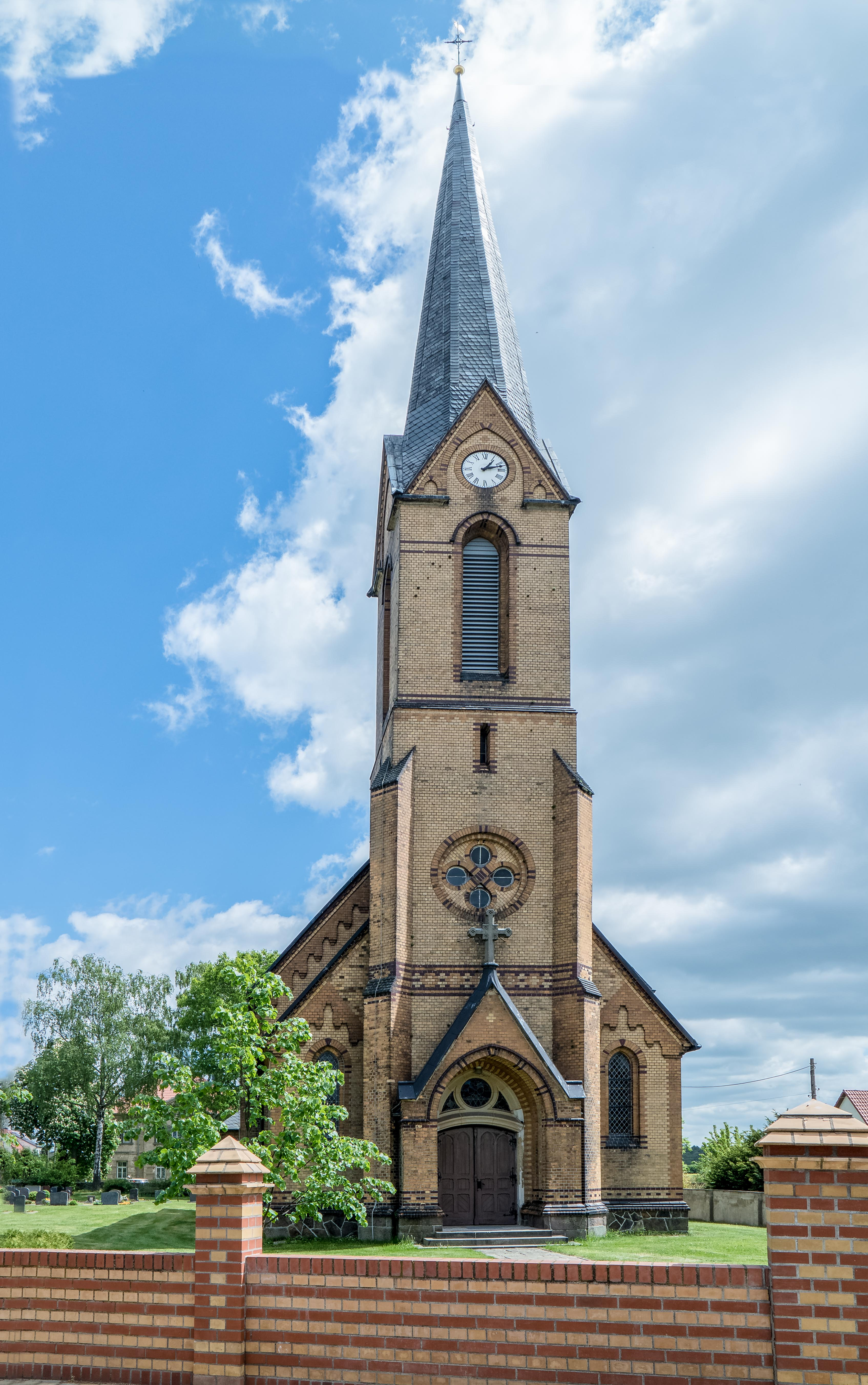
Katharinenkirche Kreinitz

Die Katharinenkirche ist die evangelische Kirche von Kreinitz, einem Ortsteil der sächsischen Gemeinde Zeithain im Landkreis Meißen.

## Geschichte
Eine ursprünglich am südlichen Dorfende gelegene mittelalterliche Kirche wurde wegen Hochwassergefährdung durch die Elbe 1667 zugunsten eines Neubaus in der Dorfmitte ersetzt. Nach Plänen des Leipziger Architekten Julius Zeißig entstand ab 1894 der heutige Neubau, dessen Weihe am 11. November 1895 vollzogen wurde. Die als Backsteinbau über Bruchsteinsockel errichtete Saalkirche mit eingezogenem Polygonalchor und vorgesetztem, von einem achtseitigen Pyramidenhelm bekrönte Westturm besitzt in ihrem flachgedeckten Innenraum eine dreiseitig umlaufende Empore.
1907–1911 entstand mit der Christuskirche (Igreja de Cristo) in São Leopoldo in Brasilien eine von deutschen Einwanderern errichtete Kopie der Kreinitzer Katharinenkirche.

## Orgel
Bei ihrer Fertigstellung 1895 erhielt die Katharinenkirche ihre mit mechanischer Kegellade ausgestattete Orgel aus der Werkstatt von Hermann Eule Orgelbau Bautzen. Sie besitzt die folgende Disposition:
| I. Manual |             |    |
| 1.        | Principal   | 8′ |
| 2.        | Doppelflöte | 8′ |
| 3.        | Gambe       | 8′ |
| 4.        | Salicional  | 8′ |
| 5.        | Oktave      | 4′ |
| 6.        | Rohrflöte   | 4‘ |
| 7.        | Oktave      | 2′ |
| 8.        | Mixtur      | II |

| II. Manual |          |    |
| 09.        | Gedackt  | 8′ |
| 10.        | Aeoline  | 8′ |
| 11.        | Gemshorn | 4′ |

| Pedal |               |     |
| 12.   | Subbass       | 16′ |
| 13.   | Prinzipalbass | 08′ |

- Koppeln: II/I, I/P, II/P